# David Cicilline
David Nicola Cicilline [sɪsᵻˈliːni], född 15 juli 1961 i Providence i Rhode Island, är en amerikansk demokratisk politiker. Han var ledamot av USA:s representanthus 2011–2023.
Cicilline avlade 1983 kandidatexamen vid Brown University och 1986 juristexamen vid Georgetown University. Han var borgmästare i Providence 2003–2011. I mellanårsvalet i USA 2010 besegrade han republikanen John Loughlin.
Cicilline var den första öppet homosexuella borgmästaren av en amerikansk statlig huvudstad.